# 바이브 (음악 그룹)
바이브(영어: Vibe)는 대한민국의 남성 보컬 듀오이며, 리드보컬인 윤민수와 보컬 류재현으로 구성되어 있다.

## 경력
윤민수는 98년 1기 포맨의 리드보컬로 가요계에 데뷔했으며, 류재현과 함께 2002년 바이브를 구성하였다. 데뷔 멤버였던 랩과 작사를 담당한 유성규는 2005년 1월에 탈퇴하고 노블레스라는 예명으로 솔로 독립했다.
유성규가 탈퇴한 후 3집부터 바이브는 2인 체제로 바뀌었다. 1집 바이브 "미워도 다시 한번", "Promise U" 등의 곡으로 바이브란 이름을 세상의 알렸으며, 2003년 2집 "오래오래", "사진을 보다가"에 이어 2006년 3집 "술이야"와 "그 남자 그 여자"로 각종 음반 차트에서 1위 및 각종 수상을 받는 등 큰 사랑을 받았다. 그리고 2006년 말 윤민수와 류재현이 산업기능요원으로 복무하게 되어 2009년에 대체 복무를 마친 후, 4집을 2010년에 발매하였다.
바이브 앨범의 전곡은 모두 류재현, 윤민수가 작곡, 작사, 프로듀싱한다. 2011년 리드보컬 윤민수는 MBC '나는가수다'에 참여했다. 윤민수는 포맨, 미 등이 속한 와이후엔터프라이즈의 대표이자, 3기 포맨(신용재, 김원주, 영재)의 프로듀서이다. 2013년 1월부터 윤민수는 아들 윤후와 함께 MBC 예능 '아빠 어디가'에 출연하였다. 한편 2014년 윤민수가 설립한 '와이후엔터프라이즈'는 멤버 류재현의 합류로 2인 대표체제로 변경되어 '더바이브 엔터테인먼트'로 상호가 변경됐다. 소속가수로는 윤민수가 발굴한 포맨, 미, 벤, 임세준 등이 있으며, 실력파 프로듀서 및 작사, 작곡가들을 전속으로 두고 있다.

## 앨범
- 'Afterglow' (1집, 2003년 2월 6일) - "미워도 다시 한번", "Promise U", "소망"
- 'Do You Remember' (2집, 2004년 11월 29일) - "사진을 보다가", "거짓말이죠","오래오래"
- 'Re-Feel' (3집, 2007년 2월 9일) - "그 남자 그 여자", "술이야", "리필", "한숨만"
- 'Vibe In Praha' (4집, 2010년 5월 13일) - "다시 와주라", "미친거니"
- 'VIBE 10Th Anniversary Live Edition'(스패셜앨범, 2012년 9월 18일) "My All (Dear My Fan)"
- 'Organic Sound' (5집, 2013년 5월 15일) - "이 나이 먹도록", "꼭 한번 만나고 싶다", "봄비"
- 'Ritardando' (6집, 2014년 9월 24일) - "해운대", "너무 아픈 사랑은 사랑이 아니었음을"
- 'Repeat' (7집, 2016년 4월 21일) - "1년 365일", "비와", "I VOW"

## 수상

### 시상식
- 2006 SBS 가요대전 본상
- 2006 제16회 서울가요대상 본상
- 2006 제21회 골든디스크상 뮤직비디오 작품상, 본상